# Marcus van Teijlingen
Marcus van Teijlingen (Rijnsburg, 20 maart 1973) is een Nederlands dansleraar en professioneel Latijns-Amerikaans stijldanser. 

## Biografie
Van Teijlingen groeide op in Den Haag. Op zijn 14e begon hij met ballroomdansen op de dansschool Ruby Dorany in Den Haag. Daarna volgde hij een horecaopleiding. Vervolgens is hij gaan werken als kapper en visagist en daarna als dansleraar.

## Carrière
Nathalie Kip was tot mei 2006 zijn vaste danspartner. Van 2004 tot juli 2006 was hij fulltime dansleraar op dansschool The Dancefactory in Groningen. Daarna danste hij met Lena Mastenbroek. Sinds december 2011 is Anne Floor Schoemaker de danspartner van Marcus.
Door zijn optreden in Dancing with the Stars verwierf hij landelijke bekendheid. In het eerste seizoen wist hij met Irene van de Laar de tweede plaats te bemachtigen; tijdens het tweede seizoen danste hij met Barbara de Loor met wie hij uiteindelijk de finale won. In het derde seizoen (2007) was zijn danspartner weervrouw Helga van Leur. Ook ditmaal hebben Marcus en zijn danspartner de finale gewonnen.
Van Teijlingen speelt mee in de musical Dirty Dancing, die in 2008 in première ging. Hij vertolkt de rol van Robbie en is eerste understudy voor de rol Johnny en dancecaptain.
Van Teijlingen heeft aan het zangprogramma meegedaan Alles is Kerst samen met Barbara de Loor en Gerard v/d Velde. Op Oudejaarsavond 2008 heeft hij in Editie NL gedanst met Margreet Spijker (Dancing met Margreet).
In 2019 keerde Dancing with the Stars terug naar de televisie voor een vijfde seizoen. Opnieuw nam Van Teilingen deel aan het dansprogramma als professional. Dit keer vormde hij samen met zangeres Samantha Steenwijk een koppel en wist wederom de eerste plaats te bemachtigen.